# Park Ridge (Illinois)
Park Ridge è un comune degli Stati Uniti d'America, situato in Illinois, nella contea di Cook. Si tratta di un sobborgo di Chicago.